# SIVU
Un'unione comunale a vocazione unica (SIVU) è, in Francia, un ente pubblico di cooperazione intercomunale, disciplinata dalle disposizioni della parte V del codice generale delle collettività territoriali.
Il suo funzionamento è simile a una unione intercomunale polivalente (SIVOM) con la differenza che la Sivu ha una sola giurisdizione, come affermato nel suo statuto.
Storicamente è la più antica struttura in quanto, fu creata dalla legge del 22 marzo 1890 sull'unione dei comuni. I primi Sivu sono stati unioni di distribuzione di energia elettrica, per elettrificare le comunità rurali in un momento in cui i distributori di energia elettrica avevano concentrato la loro attività nelle città, più redditizio.
Anche se meno note al grande pubblico che le SIVOM, le Sivu sono dopo il comune è il più diffuso collegamento delle amministrazioni territoriali con 14.885 Sivu nel 1999.